# M'Tioua
M'Tioua (franska: M'Tioua (CR), M'Tioua (Commune Rurale), arabiska: متيوة) är en kommun i Marocko.   Den ligger i provinsen Chefchaouen och regionen Tanger-Tétouan-Al Hoceïma, i den nordöstra delen av landet, 240 km nordost om huvudstaden Rabat. Antalet invånare är 9 092.